# 环戊二烯基钴三(亚磷酸二甲酯)阴离子
环戊二烯基钴三(亚磷酸二甲酯)阴离子是一种配体，化学式为{(C5H5)Co[(CH3O)2PO]3}−。其中，亚磷酸酯的甲基也可被其它基团取代，这类配体由瑞士化学家Wolfgang Kläui发现，因此也被称作Kläui配体。它可经阿尔布佐夫反应氧化为阳离子型的亚磷酸三甲酯配合物。它的母体酸{(C5H5)Co[(CH3O)2PO]3}H易溶于水（270 g/100 mL），pKa约为2。它的很多金属配合物已被报道，如{M[{(C5H5)Co[(CH3O)2PO]3}2]n+（M = Co(II), Mn(II), Bi(III)等）。